# Groovin' TODAY
Groovin' TODAY（グルービン・トゥデイ）は、FM AICHIで平日朝に放送されていた情報番組。

## 概要
FM AICHIの2017年4月改編で放送を開始したラジオ番組。愛称は「グルビン」。パーソナリティは2005年に行われた「FM AICHI 第1回 パーソナリティ・コンテスト」でグランプリを受賞し、同局初登場となった平野聡。なお、平野は当番組終了後に故郷の大阪へと活動拠点を戻すことになった。
前番組「Brand-New RADIO」同様、平日朝にFM AICHIで放送するJFNの番組はAラインパートとMY OLYMPIC、LOVE & HOPE 〜ヒューマン・ケア・プロジェクト〜のみである。ただし「LOVE & HOPE」は2018年10月より当番組の開始前に時差ネットで放送していた。

## パーソナリティ
- 平野聡

## スタッフ
ディレクター
- 東海のモーツアルト(月曜)
  - 平野やモンブラン（下記参照）からは「モーツアルト先生」と呼ばれている[4]。2019年9月から番組終了まで「俺たちの応援歌」[5]、2018年9月ごろから2019年7月ごろまで「グルビン音頭」[6]、2017年8月ごろから2018年6月ごろまでは「グルビン体操」を作曲していた[7]。毎週個性的なTシャツを着てくる[8]。
- キャンプ博士(火曜・水曜)[9]
  - アウトドアに詳しいことから平野聡に命名された。
- 僕らのリーダー(木曜・金曜)[10]
  - 単に「リーダー」と呼ばれることが多い。他のディレクターに比べて登場回数が少なかったが、名前の通り番組スタッフのリーダー格であった。

アシスタントディレクター
- モンブラン(月曜 - 金曜)[11]
  - 当番組唯一の女性スタッフ。2018年4月ごろに一年中コーディネートが茶色であることから平野に命名された。当番組のTwitterアカウントや番組ページを更新しているのは主に彼女である[12]。平野は名古屋に引っ越しをしてから数年ほどしか住んでいないことから、「今日のおはようコール！」(#タイムテーブル内を参照)の「ヴァージョン・名古屋弁」は彼女が担当していた。

## タイムテーブル
番組終了時点のタイムテーブル。時刻表示はJST(日本標準時)。
- 06:00 オープニング
  - "It’s 6 a.m."というジングルの後、平野聡が数分間フリートークをする。話が終わった後に必ず「では今朝(今週)もグル活[注 2]始めていきましょうか、僕平野聡と一緒に、愛知の朝をスタートダッシュ！」と発言する。
- 06:05 START DASH WEATHER
  - 20秒でその日の天気を伝える。[2]
- 06:10 START DASH NEWS
  - 最新のニュースを紹介した後、平野聡が気になる1本をピックアップする。[2]
- 06:15 START DASH SPORTS
  - スポーツの話題から平野聡が気になる1本ピックアップする。[2]
- 06:28 MORNING GACHA
  - 2019年12月までは、この時間に発表されるキーワードを書いて送ると毎日抽選で2名に月替わりのガチャガチャが当選した。2020年からの3か月間はその日に気になる「ガチャワード」を発表していた。[2]
- 06:30 ONE MORNING
  - 06:30 TODAY'S AGRI NEWS
  - 06:40 コスモアースコンシャスアクト 未来へのタカラモノ
- 06:51 今日のおはようコール！
  - 平野聡がおはようの伝道師となって「おはよう！」を届けるコーナー。番組開始当初は「少し離れたお友達やご家族、大好きな人に、 　おはよう！を伝える」という内容[2]だったが、程なくして「おはよう！」という言葉を入れてモノマネや昔話などを「ヴァージョン・○○」と名付けて数本行うコーナーになった。なお、コーナーの放送後に番組Twitterでどのヴァージョンがよかったかについての投票が行われている[13]。
- 06:55 MY OLYMPIC - 荒川静香
- 07:00 ONE MORNING
  - 07:00 BEHIND HEADLINE
  - 07:10 リポビタンD TREND NET
  - 07:19
    - ジブラルタ生命 ありがとう、先生!(月・水・金) - 純名里沙
    - KUMON 笑顔100点満点♪(火・木) - 古賀涼子

  - 07:20
    - ベスト3総研（月 - 木）
    - JA共済 presents なるほど!交通安全（金）
- 07:30 MORNING GACHA
  - "It's 7:30 a.m."というジングルの後に、「おはようございます。〇月〇日〇曜日、この時間は再び、FM AICHIのスタジオから(平野聡が)生放送、グルビンRADIO[注 3]」と発言し、リスナーから寄せられた「今日のおはようコール！」の感想を紹介した後に「MORNING GACHA」のキーワードを発表する。
- 07:33 FM AICHI TRAFFIC[14]
- 07:35 FM AICHI NEWS[14]
  - タイトルコールの後、「FM AICHI NEWS、○○さん、お願いします。」という平野のアナウンスが入ったあとにアナウンサーがニュースを伝える。スポンサーがある場合はニュース終了後に「○○の提供でした」と平野のアナウンスが入る。
- 07:38 特命係長 平野聡
  - 平野聡が会長からの特命で係長となって、トークネタとなる情報を日替わりで紹介する[2]。内容は東海のモーツアルトによる作曲のコーナー(月曜)[注 4]、似た言葉の違い[注 5]、地域の取材、おもしろ動画[注 6]、映画の紹介などである。
- 07:47 FM AICHI TRAFFIC[14]
- 07:49 名古屋小牧空港フライトインフォメーション
  - フジドリームエアラインズ(FDA)提供。ここでFDA客室乗務員とのクロストークがある。
- 07:52 START DASH WEATHER
- 08:00 ONE MORNING(2020年3月30日以降は、単独帯番組として放送）
  - 08:00 SUZUKI TODAY'S KEY NUMBER
  - 08:09 ルートインホテルズ 今日のスポーツ
  - 08:10 Honda Smile Mission - SHEILA（隔週）、塚地武雅（隔週）、ルーシー☆インザスカイ（月・火・木・金）、太田唯（水）
- 08:20 START DASH MUSIC
  - 今日1日の気分を上昇させる1曲を流す[2]。
- 08:23 FM AICHI TRAFFIC[14]
  - コーナー終了後にFM AICHIのジングルが流れた後、「グルビン、このあとはデイリーワード、○○」と平野の声が入り、その後スポットCM、イベント告知などを数本流す。
- 08:25 愛知県HONDA CARS Dairy Word
  - 前番組「Brand-New RADIO」から引き続き放送されている。ニュースや時代を理解するキーワードと運転中の人にピッタリなドライブソングをお届けする[2]。コーナー終了後にFM AICHIのジングルが流れた後、「グルビン、このあとはMORNING GACHA、○○」と平野の声が入り、その後スポットCM、イベント告知などを数本流す。
- 08:30 MORNING GACHA
  - MORNING GACHAのジングルが流れた後、平野が何かを言った後に「そだねー」と言ってから、MORNING GACHAのキーワードを発表する。
- 08:35 FM AICHI TRAFFIC[14]
- 08:40 はぴねすくらぶ ラジオショッピング
  - 平野はショッピングキャスターにあだ名をつけることが多く、各キャスターに「サンバ井上[15]」、「堀ちゃん[16]」、「ルンバ浅岡[17]」などのあだ名がつけられている[注 7]。
- 08:54 START DASH WEATHER
- 08:57 エンディング
  - ここでMORNING GACHAの当選者の発表がされる。なお、番組に寄せられたメッセージの中から、気まぐれで平野が番組マスコットキャラクターの「グルビンちゃん[注 8]」をプレゼントしている。「Groovin' TODAY、お相手は平野聡でした。バイバイ。」と発言して、番組が締めくくられる。2018年7月ごろから2019年12月23日までは「バイバイ」の後に、終了時に流れるジングルに乗せて「80.7」(エイティーポイントセブン)と言っていた。

## エピソード
- 2018年、2019年と2年連続で1月1日にFM AICHI[注 1]で放送される新春特別番組「NEW YEAR RADIO」を当番組のスタッフで担当した[18][19]。
- 2019年3月11日の放送の「はぴねすくらぶ ラジオショッピング」にサンバ井上(#タイムテーブルを参照)が出演し、同年3月8日(=サンバの日)に偶然ではあるが井上自身の子供が誕生したことを報告した。
- 2019年3月15日の放送のオープニングで、本記事を紹介した。
- 「グルビン音頭」(#スタッフを参照)は2019年8月3日に行う「SAKAE納涼盆踊り大会」[20]への出場に向けて制作していたものの叶わなくなったため、代わりに「鶴舞公園納涼まつり」で7月20日のオープニングアクトとして出場することになった[21]。
- 2019年10月7日にはサンバ井上がFM AICHIのスタジオで生ラジオショッピングを行った[22]。
- 2020年はFM AICHIで新春特別番組は放送するものの、当番組は通常通りの放送になった。